# Rüdiger Dorn
Rüdiger Dorn (Osnabrück, 1969) è un autore di giochi tedesco.

## Ludografia parziale
- 2001 - I mercanti di Genova (Die Händler von Genua), Ravensburger Alea
- 2004
  - Goa, Hans im Glück e Asterion Press
  - Jambo, Kosmos
  - Louis XIV, Ravensburger Alea
- 2006 - Die Baumeister von Arkadia, Ravensburger
- 2008
  - Diamonds Club, Ravensburger
  - Reise zum Mittelpunkt der Erde, Kosmos
- 2012
  - Las Vegas, Ravensburger Alea
  - Il Vecchio, Pegasus Spiele
- 2013 - Asante, Kosmos
- 2014 - Istanbul, Pegasus Spiele e Asterion Press
- 2015
  - Karuba, HABA
  - Steam Time, Kosmos
- 2017 - Montana, White Goblin Games
- 2018 - Luxor, Queen Games
- 2019
  - Las Vegas Royale, Ravensburger Alea
  - Rune Stones, Queen Games

## Premi e riconoscimenti
I giochi di Dorn sono hanno vinto vari prestigiosi premi, tra i quali:
- Spiel des Jahres
  - 2005 - Jambo: gioco nominato
  - 2007 - Die Baumeister von Arkadia: gioco nominato
  - 2012 - Las Vegas: gioco nominato
  - 2016 - Karuba: gioco nominato
  - 2018 - Luxor: gioco nominato
- Kennerspiel des Jahres
  - 2014 - Istanbul: vincitore
- Deutscher Spiele Preis
  - 2001 - I mercanti di Genova: 3º classificato
  - 2004 - Goa: 3º classificato
  - 2005
    - Louis XIV: vincitore
    - Jambo: 8º classificato

  - 2007 - Die Baumeister von Arkadia: 6º classificato
  - 2009 - Diamonds Club: 7º classificato
  - 2012 - Las Vegas: 8º classificato
  - 2014 - Istanbul: 2º classificato
  - 2016 - Karuba: 6º classificato
- Premio À la Carte
  - 2000 - Jambo: vincitore
- Premio Gioco dell'Anno
  - 2018 - Luxor: gioco finalista